# 藤井直伸
藤井 直伸（ふじい なおのぶ、1992年1月5日 - 2023年3月10日）は、日本の男子バレーボール選手。全日本代表メンバーで、V.LEAGUE DIVISION1 MENの東レアローズに所属していた。

## 来歴
宮城県石巻市雄勝町出身。入学した中学ではスポーツ系のクラブ活動がバレーボール部しかなく、同部へ入部した。県内のバレーボール強豪校である宮城県古川工業高等学校を経て、順天堂大学に進学。大学1年の時に実家が東日本大震災で被災。津波で実家が流され、仮設住宅を転々とした。家族が職を失いバレーを続けられる状況ではなくなったが、大学は藤井ら被災者に学費免除の救済措置を取ったことでバレーを続けることができた。2013年11月にV・プレミアリーグの東レアローズの内定選手となった。
2016/17シーズンには、安定したサーブレシーブに加えてクイックを多用する藤井のトス回しでチームを8年ぶりの優勝に導き、自らもベスト6に耀いた。
2017年3月に全日本メンバーに初招集され、ワールドリーグポプラート大会でシニア国際大会でデビュー。藤井は「（ミドルを多用する）ひと味違うセッターが欲しかったのかな」と選出された理由を考えていたが、ワールドリーグを順調に乗り切ると、2018年男子世界選手権予選突破、アジア選手権優勝。アジア選手権ではベストセッターとなる。2020/21シーズン選手間投票で「アタッカー＆セッターのベストコンビNo.1」に選ばれた。
2021年東京オリンピックメンバーに選出され、7月24日のベネズエラ戦に途中出場してオリンピック初出場、李博へのクイックで試合を決めた。
2021年9月26日、元日立リヴァーレの佐藤美弥との結婚を発表。佐藤もポジションはセッターだった。
2022年2月27日、自身のインスタグラムで胃がんを患い、既にステージ4まで進行し、脳にも転移していることを公表した。務めていた主将は本人の強い意志で交代しないこととなった。チームメートらが発起人となり、SNSなどを通じ、治療費のために募金を募ったが、関係者間の調整が終わらないまま半ば見切り発車で開始してしまったこともあり、数日で中止された。
2023年3月12日、所属の東レが、同月10日に死去したことを公表した。31歳没。
2023年4月23日、2022-23 V.LEAGUE DIVISION1 MENファイナルの試合前に行われた授賞式でVリーグ特別賞が追贈された。妻の美弥が授賞式に出席し、トロフィーを受け取り、謝辞で「これまでの夫の功績をこのような形で讃えていただき、本当にありがたく、誇らしく思っております。」と話した。

## 人物
ミドルを多用するプレイスタイルで、それまでサイドの攻撃が主流だった日本のバレーボールを変えた先駆者。高校時代は身長が高かったため、自分が決めた方が早いとアタックをバンバン撃つ攻撃的なセッターだった。
宮城県出身で仙台のことを「東北のラスベガス」と言っている。2018年2月頃のキャッチコピーは「よく寝られるようになった、神経質男子」。同じ東レアローズに所属するミドルブロッカーの李博との息の合ったクイックでリーグ優勝に貢献、共に全日本メンバーに招集された。李博とはファンが選ぶベストコンビに選ばれた。愛称は「ふじーりー」。代表では「東レライン」と呼ばれる。得意な攻撃は縦のBクイック。親善試合の放送中、藤井の方が歳下だが「李博は僕の武器です」と話した。2020/21シーズン選手間投票で「アタッカー＆セッターのベストコンビNo.1」に選ばれた。2021/22シーズン選手間投票で「アタッカー＆セッターのベストコンビNo.1」に選ばれ2年連続の受賞となった。
Vリーグでも縦のクイックを使うことがスタンダードとなり、クイックとパイプ攻撃が今のバレーのメインとなる中で、次の課題として取り組んだのが両サイドへのトスの、ファーストテンポでの正確性。特にレフトへのトスの精度で五輪に向けて 「祐希のことを研究した」と語った。

## 球歴
- 日本代表 - 2017-2021年
  - ワールドリーグ - 2017年
  - ワールドグランドチャンピオンズカップ - 2017年
  - オリンピック - 2021年

## 所属チーム
- 石巻市立大須中学校
- 宮城県古川工業高等学校
- 順天堂大学
- 東レアローズ（2014-2023年）

## 受賞歴
- 2017年
  - 2016/17V・プレミアリーグ ベスト6
  - 第19回アジア選手権 ベストセッター
- 2023年
  - 2022-23 V.LEAGUE DIVISION1 MEN 特別賞

## 個人成績
Vプレミアリーグレギュラーラウンドにおける個人成績は下記の通り。
| シーズン | 所属 | 出場 | 出場   | アタック | アタック | アタック | アタック | ブロック | ブロック | サーブ | サーブ | サーブ | サーブ | レセプション | レセプション | 総得点 | 備考 |
| -------- | ---- | ---- | ------ | -------- | -------- | -------- | -------- | -------- | -------- | ------ | ------ | ------ | ------ | ------------ | ------------ | ------ | ---- |
| シーズン | 所属 | 試合 | セット | 打数     | 得点     | 決定率   | 効果率   | 決定     | /set     | 打数   | エース | 得点率 | 効果率 | 受数         | 成功率       | 総得点 | 備考 |
| 2014/15  | 東レ | 21   | 72     | 13       | 9        | 69.2%    | %        | 15       | 0.21     | 251    | 3      | %      | 10.1%  | 6            | 0.0%         | 27     |      |
| 2015/16  | 東レ | 21   | 72     | 23       | 9        | 41.2%    | %        | 20       | 0.28     | 226    | 5      | %      | 9.5%   | 4            | 0.0%         | 37     |      |
| 2016/17  | 東レ | 21   | 78     | 21       | 16       | 76.2%    | %        | 15       | 0.19     | 250    | 6      | %      | 11.0%  | 3            | 0.0%         | 37     |      |
| 2017/18  | 東レ | 21   | 80     | 9        | 6        | 66.7%    | %        | 12       | 0.15     | 299    | 13     | %      | 7.7%   | 6            | 0.0%         | 31     |      |
| 2018/19  | 東レ |      |        |          |          | %        | %        |          |          |        |        | %      | %      |              | %            |        |      |